# Список председателей Липецкого горисполкома
Первые выборы в городской Совет рабочих и крестьянских депутатов состоялись 22 октября 1922 года. 25 октября избранные депутаты собрались на своё первое заседание. Председателем городского Совета стал Я. Ф. Янкин. Высший орган государственной власти в городе неоднократно менял свои названия: 1936—1977 — городской Совет депутатов трудящихся, 1977—1993 — городской Совет народных депутатов, 1993—1996 — городское Собрание представителей, с 1996 — городской Совет депутатов.
Председатели Липецкого горисполкома:
- 1922—1923 — Яков Фёдорович Янкин
- 1923—1924 — Михаил Семёнович Авксентьев
- 1925—1927 — Иван Рафаилович Радецкий
- 1928 — Алексей Петрович Бабкин
- 1929 — Леонид Степанович Грибанов
- 1929—1931 — Антон Евдокимович Губарев
- 1931—1932 — Михаил Андреевич Титов
- 1932—1933 — Никанор Тимофеевич Жеребцов
- 1933—1934 — Василий Васильевич Скуридин
- 1934—1935 — Ювиналий Павлович Щавинский
- 1935—1937 — Андрей Платонович Компаниец
- 1938—1939 — Иулиан Степанович Олефир
- 1940—1942 — Александр Васильевич Барабанщиков
- 1942—1943 — Иван Кузьмич Мазин
- 1943—1946 — Николай Александрович Кузьмичёв
- 1946—1948 — Михаил Моисеевич Коренев
- 1948—1949 — Михаил Фёдорович Ермолаев
- 1949—1950 — Василий Константинович Ушаков
- 1950—1955 — Михаил Фёдорович Ермолаев
- 1955—1958 — Андрей Иванович Портнихин
- 1958—1963 — Семён Андреевич Драгунов
- 1963—1967 — Андрей Никитич Никитин
- 1967—1979 — Николай Георгиевич Яхонтов
- 1979—1985 — Владимир Иванович Булахов
- 1985—1988 — Валерий Иванович Бородин
- 1988—1991 — Сергей Дмитриевич Зверев

В августе 1991 горисполком преобразован в администрацию г. Липецка.
Председатели Липецкого городского Совета:
- 1990—1991 — Валерий Иванович Бородин
- 1991—1993 — Сергей Иванович Степанов
- 1996—1998 — Александр Сергеевич Коробейников
- 1998—2002 — Михаил Владимирович Гулевский
- 2002—2010 — Валерий Иванович Синюц
- 2010—2011 — Александр Алексеевич Соколов
- с 2011 — Игорь Владимирович Тиньков